# Дельбоно, Пиппо
Пи́ппо Дельбо́но (итал.  Pippo Delbono, 1959, Варацце) — итальянский театральный режиссёр, актёр.

## Биография
Ещё учеником лицея посещал театральную школу в Савоне, встретился там с аргентинским актёром Пепе Робледо. В 1980-х годах перебрался в Данию, ult присоединился к театральной группе Фарфа, которой руководила Ибен Нагель Расмуссен (она была прежде актрисой театра-лаборатории Odin Teatret, основанного Эудженио Барбой). Побывал с группой в Индии, Китае, на Бали, изучал техники восточного театра, в частности — технику танца. В 1986 году поставил первый спектакль «Время убийц». В 1987 году познакомился с Пиной Бауш, принял её приглашение поработать в руководимом ею Вуппертальском театре.
В 2004 году дебютировал на Авиньонском фестивале. Снял несколько фильмов.
Показывал свои спектакли в Москве и Перми.

## Творческое сотрудничество
Сотрудничал с художником Альберто Бурри, не раз обращался к музыке Фрэнка Заппы.

## Постановки
- 1986: Время убийц/ Il tempo degli assassini
- 1989: Morire di Musica
- 1990: Стена/ Il Muro (с труппой Пины Бауш)
- 1995: Ярость/ La Rabbia (посвящается Пазолини)
- 1997: Бомжи/ Barboni (премия Убю, премия театральной критики)
- 1998: Война/ Guerra (фильм 2004)
- 1999: Исход/ Esodo
- 2000: Молчание/ Il Silenzio
- 2002: Gente di Plastica на музыку Фрэнка Заппы (посвящается Саре Кейн)
- 2004: Вой/ Urlo (Авиньонский фестиваль)
- 2006: Этот беспощадный мрак/ Questo Buio Feroce; участие в коллективном проекте Тьерри Сальмон под художественным руководством Франко Куадри
- 2007: Obra Maestra, опера (музыка Фрэнка Заппы)
- 2008: Ложь/ La Menzogna
- 2009: Вопль/ Grido, документальный полнометражный фильм;

## Признание
За полнометражный документальный фильм Война получил премию Давид ди Донателло (2004). Премия Европа – театру в номинации Новая театральная реальность (2009).

## Книги
- Pippo Delbono, Hervé Pons. Le corps de l’acteur ou La nécessité de trouver un autre langage: six entretiens romains. Besançon: les Solitaires intempestifs, 2004 (беседы о театре)
- Mon théâtre: Pippo Delbono/ Myriam Bloedé, ed. Arles: Actes Sud, 2004
- Racconti di giugno. Milano: Garzanti, 2008 (фр. изд.: Récits de juin. Arles: Actes Sud, 2008)
- Pippo Delbono: corpi senza menzogna/ Leonetta Bentivoglio, ed. Firenze: Barbès, 2009
- Regards. Arles: Actes Sud, 2010